# آریل دورفمان
ولادیمیرو آریل دورفمان (به انگلیسی: Vladimiro Ariel Dorfman) (زاده ۶ مه ۱۹۴۲، بوئنوس آیرس) نویسنده، نمایشنامه‌نویس، روزنامه‌نگار و فعال حقوق بشر است.

## زندگی
دورفمان در ۶ مه ۱۹۴۲ در بوینس‌آیرس چشم به جهان گشود. پدرش از اهالی اودسا در اوکراین بود و در دانشگاه اقتصاد تدریس می‌کرد و مادرش فنی زلوکوویچ از یهودیان رومانی-مولداوی بود. کمی پس از تولد خانواده‌اش به آمریکا نقل مکان کردند و او ده سال از دوران کودکی خود را در ایالات متحده گذراند. او و خانواده در سال ۱۹۵۴ به شیلی رفتند. آریل دورفمان پس از حضور در دانشگاه شیلی در سال ۱۹۶۶ با آنگلیکا مالیناریچ ازدواج کرد و در سال ۱۹۶۷ به شهروندی شیلی درآمد به همین خاطر او بیشتر به عنوان یک نویسنده شیلیایی معروف است. در سال‌های ۱۹۶۸ تا ۱۹۶۹ برای تحصیلات تکمیلی به دانشگاه کالیفرنیا، برکلی رفت و سپس به شیلی بازگشت.

دورفمان بعد از روی کار آمدن سالوادور آلنده در شمار مشاوران فرهنگی او جای گرفت. در شب کودتای پینوشه مقرر بود که او به عنوان شیفت شب در کاخ ریاست جمهوری حضور داشته باشد، اما دورفمان شیفت کاریش را با همکارش جابجا کرد و به این ترتیب از مهلکه جان سالم به در برد. پس از کودتای ۱۹۷۳ چندین ماه به صورت مخفیانه زندگی کرد تا در یک فرصت مناسب توانست به اروپا فرار کند و پس از مدتی اقامت در آمستردام و پاریس به آمریکا رفت. او از سال ۱۹۸۵ در دانشگاه دوک تدریس می‌کند.
دورفمان زندگی ادبی خود را با انتشار کتاب «تخیل و خشونت» در سال ۱۹۶۸ آغاز کرد. این کتاب که در آمریکا منتشر شد مجموعه مقالاتی است دربارهٔ ادبیات آمریکای لاتین در قرن بیستم و نقش آن به عنوان ابزار مقاومت در برابر انواع ارعاب فشارهایی که ملت‌های آمریکای لاتین تجربه می‌کنند.
دورفمان را کنار گابریل گارسیا مارکز، کارلوس فوئنتس و میگل آنخل آستوریاس از سرشناس‌ترین نویسندگان آمریکای لاتین می‌شناسند.

### نمایشنامه‌ها
دورفمان نمایشنامه‌نویس هم هست و مهمترین اثر او نمایشنامه مرگ و دوشیزه است که رومن پولانسکی فیلم موفقی نیز بر اساس آن ساخته‌است.

## جایزه‌ها
او تاکنون جوایز متعددی را برای آثارش به دست آورده که جایزه لارنس اولیویه، جایزه انجمن نویسندگان بریتانیا از جمله آنهاست.